# Marija Gorochovskaja
Marija Kondrat'evna Gorochovskaja (in russo Мария Кондратьевна Гороховская?; Eupatoria, 17 ottobre 1921 – Tel Aviv, 22 luglio 2001) è stata una ginnasta sovietica.
Partecipò alle Giochi Olimpici di Helsinki 1952, vincendo sette medaglie, detenendo il record di prima ginnasta nell'ottenere il maggior numero di medaglie olimpiche. Fu inoltre la prima donna ad assumere il titolo di campionessa olimpica nel concorso individuale. 

## Biografia
Nel 1948, Gorochovskaja vinse il titolo URSS alla trave e partecipò ai Giochi olimpici di Helsinki 1952 come duplice campionessa nazionale. Le ginnaste sovietiche dominarono la competizione con Gorochovskaja come leader. In tutti e quattro gli attrezzi (trave, corpo libero, volteggio e parallele) arrivò seconda mentre negli All-Around (concorso individuale) arrivò prima finendo davanti alla compagna di squadra Nina Becherova da otto decimi di punto. Con sette degli otto ginnasti che finirono nella Top 10, Gorochovskaja vinse la sua settima medaglia in un concorso a squadre dietro la Svezia. Nel 1954, vinse l'oro ai mondiali e annunciò il suo ritiro lavorando, in seguito, come giudice (internazionale dal 1964) e come un docente.
Nel 1990, Gorochovskaja, che era di origine ebraica, migrò in Israele lavorando come allenatrice fino alla sua morte avvenuto il 22 luglio 2001.

## Palmarès
Statistiche aggiornate al 1954

### Giochi Olimpici
Helsinki 1952
- Oro Concorso a squadre
- Oro Concorso individuale
- Argento Attrezzi a squadre
- Argento Corpo libero
- Argento Volteggio
- Argento Parallele asimmetriche
- Argento Trave

### Campionati mondiali
Roma 1954
- Oro Concorso a squadre
- Bronzo Corpo libero

### Altre competizioni
Campionati russi
- 1947  Argento Concorso individuale
- 1948  Oro Parallele asimmetriche
- 1949  Bronzo Concorso individuale
- 1950  Argento Concorso individuale
- 1951  Argento Concorso individuale
- 1951  Oro Corpo libero
- 1954  Argento Concorso individuale

Campionati russi a squadre
- 1948 Quarta Concorso a squadre
- 1949  Oro Concorso a squadre
- 1949  Oro Barre orizzontali
- 1951  Oro Concorso a squadre

Match of the Best Gymnasts
- 1951  Oro Concorso individuale